# Kazi (jméno)
Kazi je ženské rodné jméno, které je velmi řídce užívané. Je odvozeno od postavy Kazi vyskytující se poprvé v Kosmově kronice z počátku 12. století a jeho původ a význam nejasný. Nejčastěji je odvozováno od místního jména Kazín nebo vykládáno jako „kázeň, trest“, populární jsou také amatérské výklady z keltských jazyků. Více informací lze nalézt v hesle Kazi. Jako její svátek je zpravidla uváděn 5. březen kdy má podle českého kalendáře svátek Kazimír.

## Známé nositelky jména
- Kazi, legendární kouzelnice a léčitelka
- Perchta Kazi Pátá, česká spisovatelka o autismu